# Алерия
Алерия (фр. Aléria, корс. Aleria, др.-греч. Ἀλαλίη, Alalíē, лат. Alalia, Aleria) — коммуна во Франции, на востоке острова Корсика, департамент Верхняя Корсика. Входит в состав кантона Гизоначча, округ Корте. На 2012 год население коммуны составляло 5920 человек. Мэр коммуны — Анж Фратичелли, мандат действует на протяжении 2014—2020 годов. Поселение было основано греками в VI веке до н. э.

## История
Основан древними греками в 564 году до н. э. как Алалия, затем сюда переселились беженцы из захваченного персами города Фокея. После битвы за Алалию город перешёл под контроль этрусков и карфагенян. В ходе Пунических войн (в 259 году до н. э.) захвачен римскими войсками под предводительством консула Луция Корнелия Сципиона.

## Население
Согласно переписи 2013 года население Алерии составляло 2214 человек (54,0 % мужчин и 46,0 % женщин), в коммуне было 873 домашних хозяйства и 556 семей. Население коммуны по возрастному диапазону распределилось следующим образом: 15,1 % — жители младше 14 лет, 16,0 % — между 15 и 29 годами, 19,4 % — от 30 до 44 лет, 24,9 % — от 45 до 59 лет и 24,6 % — в возрасте 60 лет и старше. Среди жителей старше 15 лет 43,4 % состояли в браке, 56,6 % — не состояли.
Среди населения старше 15 лет (1747 человек) 45,2 % населения не имели образования или имели только начальное, 20,2 % — закончили полное среднее образование или среднее специальное образование, 16,2 % — окончили бакалавриат, 18,4 — получили более высокую степень.
В 2012 году из 1496 человек трудоспособного возраста (от 15 до 64 лет) 953 были экономически активными, 543 — неактивными (показатель активности 63,7 %, в 2007 году — 58,3 %). Из 953 активных трудоспособных жителей работали 820 человек (492 мужчины и 329 женщин), 133 числились безработными. Среди 543 трудоспособных неактивных граждан 93 были учениками либо студентами, 90 — пенсионерами, а ещё 360 — были неактивны в силу других причин. В 2010 году средний доход в месяц на человека составлял 1444 €, в год — 17 328 €.
Динамика численности населения:
| Население коммуны в XIX—XXI веках |
| --------------------------------- |
|                                   |